# Oecetis tripunctata
Oecetis tripunctata är en nattsländeart som först beskrevs av Fabricius 1793.  Oecetis tripunctata ingår i släktet Oecetis och familjen långhornssländor. Inga underarter finns listade i Catalogue of Life.